# Alessandro Riccardi di Netro
Alessandro Ottaviano Ricardi di Netro (Biella, 23 maggio 1808 – Torino, 16 ottobre 1870) è stato un arcivescovo cattolico italiano.

## Biografia
Alessandro Ottaviano Ricardi di Netro nacque a Biella il 23 maggio 1808 dalla nobile famiglia piemontese dei conti di Netro, figlio di Vincenzo Ricardi, conte di Groscavallo e signore di Netro, e di Giulia Spitalieri dei conti di Cessole.
Ordinato sacerdote nel 1832, il 24 gennaio 1842 fu nominato vescovo di Savona e Noli; il 22 febbraio 1867 fu promosso arcivescovo di Torino. Poco più di un anno dopo, il 22 aprile 1868, celebrò nel Duomo di San Giovanni le nozze del principe ereditario Umberto con la cugina Margherita.
Il suo mandato si caratterizzò per le sue tendenze liberali e fu nominato arcivescovo del capoluogo sabaudo per contribuire a stabilizzare la concitata
situazione venutasi a creare a seguito dell'emanazione delle Leggi Siccardi contro i privilegi del clero.
Inoltre, prese parte al Concilio Vaticano I nella fazione degli antinfallibilisti. Nell'aprile del 1870 dovette però abbandonare il Concilio per motivi di salute e rientrare a Torino.
Morì a Torino nell'ottobre del 1870. È sepolto nel Cimitero monumentale.

## Genealogia episcopale e successione apostolica
La genealogia episcopale è:
- Cardinale Scipione Rebiba
- Cardinale Giulio Antonio Santori
- Cardinale Girolamo Bernerio, O.P.
- Arcivescovo Galeazzo Sanvitale
- Cardinale Ludovico Ludovisi
- Cardinale Luigi Caetani
- Cardinale Ulderico Carpegna
- Cardinale Paluzzo Paluzzi Altieri degli Albertoni
- Papa Benedetto XIII
- Papa Benedetto XIV
- Papa Clemente XIII
- Cardinale Bernardino Giraud
- Cardinale Alessandro Mattei
- Cardinale Pietro Francesco Galleffi
- Cardinale Giacomo Filippo Fransoni
- Arcivescovo Alessandro Riccardi di Netro

La successione apostolica è:
- Arcivescovo Lorenzo Gastaldi (1867)